# Monika Heubaum
Monika Heubaum, geborene Schramm (* 27. Februar 1954 in Detmold), war vom 10. November 1994 bis zur Bundestagswahl 2005 (drei Wahlperioden) Mitglied des Deutschen Bundestages. Sie wurde jeweils über die Landesliste der Sozialdemokratischen Partei Deutschlands (SPD) in Niedersachsen gewählt.
Eigentlich diplomierte Finanzwirtin, absolvierte sie 1985 eine Ausbildung zur Arzthelferin und arbeitete bis zum Einzug in den Bundestag in der Landarztpraxis ihres Mannes. Aus persönlichen und familiären Gründen verzichtete sie im Juni 2005 auf eine erneute Kandidatur zum Deutschen Bundestag.